# 金曜ビート
金曜ビート（きんようビート）は、中国放送（RCCラジオ）でナイターオフに放送されていた生放送のラジオの音楽番組。

## 概要
この番組では、ロックやヘヴィメタルの歴史やその解説を交え、さらに、メールに加え、Twitterの連動によってリスナーとの交流を図りながら、ロックやヘヴィメタルを多角的に紹介している。
パーソナリティーの青山アナ（青山ビート）とディレクターの村山（村山ビート）の2名しか番組に携わっていない。
2019年1月10日には、火曜日から木曜日の同時間帯にSTVラジオからのネットで放送している『MUSIC★J』のパーソナリティである松崎真人がインフルエンザで休養したことから、急きょの措置で青山がパーソナリティ、村山がディレクターという本番組に準じた体制で放送した。
2019年はプロ野球シーズン期間中も、デーゲーム開催がない日に、本番組の姉妹番組として『日曜ビート』（にちようびーと）を、日曜16:00 - 16:55に放送したが、生放送でなく録音番組であることが本番組の公式Twitterで明言されていた。
こうして、2014年から6シーズンにわたって放送してきた『金曜ビート』であったが、青山がMCを勤めるRCCテレビの平日夕方の情報番組『イマなまっ!』が2020年1月から『イマナマ!』にリニューアルするにあたり放送時間を拡大したことから両立が困難となり、6年間にわたる番組の歴史に幕を下ろすことになった。後番組についてはそれまで火 - 木曜に放送していた『それ聴け!スポ魂!』（自社制作）と『MUSIC★J』（STVラジオ）が放送されることになった。また青山は2020年10月3日からの新番組『名曲天国! ミュージック・ア・ゴーゴー!』（土曜16:00 - 16:55、再放送日曜22:00～22:55、2021年4月からは金曜22:00 - 23:00）を担当する。

## 放送期間
- シーズン1:2014年10月3日-2015年3月20日
- シーズン2:2015年10月9日-2016年3月18日
- シーズン3:2016年9月30日-2017年3月24日
- シーズン4:2017年10月6日-2018年3月23日
- シーズン5:2018年10月5日-2019年3月22日
- シーズン6:2019年10月4日-2020年3月20日

## 放送時間

### 2014年度・2015年度
- 毎週金曜 17:47-19:00

不定期で17:57-19:00となる場合があった。

### 2016年度
- 毎週金曜 17:47-18:45

### 2017年度
- 毎週金曜 17:47-20:30

### 2018年度
- 毎週金曜 17:46-20:20

### 2019年度
- 毎週金曜 17:46-20:00

## パーソナリティ
- 青山高治（RCCアナウンサー）通称：青山ビート

## タイムテーブル

### 2014年度・2015年度
- 17:47 オープニング

今日のロックな名言と称し、有名アーティストの名言または迷言の紹介から番組は始まる。
- 17:58 大喜利ビートお題発表
- 18:00 交通情報
- 18:03 ロックのするめ
- 18:20 フツオタ紹介
- 18:30 大喜利ビート解答発表①
- 18:35 ラブ・ライブ（2014年度は妖怪メタル）
- 18:40 交通情報
- 18:43 中国新聞ニュース
- 18:47 天気予報
- 18:50 大喜利ビート解答発表②
- 18:57 エンディング

青山ビートの「素敵な週末を。」の挨拶で締めとなる。
この挨拶は同じく青山ビートが担当していた日々感謝。ヒビカンでアシスタントの田口麻衣（RCCアナウンサー）が金曜日の番組エンディングに使用していたもので、青山ビート自身が引き継いでいる。

### 2016年度
- 17:47 オープニング

今日のロックな名言と称し、有名アーティストの名言または迷言の紹介から番組は始まる。
- 17:58 大喜利ビートお題発表
- 18:00 交通情報
- 18:03 ロックのするめ
- 18:20 大喜利ビート解答発表①
- 18:30 中国新聞ニュース
- 18:34 天気予報
- 18:36 大喜利ビート解答発表②
- 18:41 エンディング

### 2017年度
- 17:47 オープニング

今日のロックな名言と称し、有名アーティストの名言または迷言の紹介から番組は始まる。
- 17:58 大喜利ビートお題発表
- 18:00 交通情報
- 18:03 ロックのするめ
- 18:30 中国新聞ニュース
- 18:34 天気予報
- 18:36 大喜利ビート解答発表
- 18:45 ココロのオンガク 〜music for you〜（文化放送制作）
- 19:00 ロック川埋蔵金
- 大喜利ビート解答発表
- ロック川埋蔵金B面
- 20:00 けものフレンド
- 大喜利ビート解答発表
- 20:27 エンディング
- 20:29 番組終了

### 2018年度
- 17:46 オープニング

今日のロックな名言と称し、有名アーティストの名言または迷言の紹介から番組は始まる。
- 17:58 大喜利ビートお題発表
- 18:00 交通情報
- 18:03 ロックのするめ
- 18:35 中国新聞ニュース
- 18:38 天気予報
- 18:40 大喜利ビート解答発表
- 18:45 ココロのオンガク 〜music for you〜（文化放送制作）
- 19:00 ロック川埋蔵金
- 大喜利ビート解答発表
- ロック川埋蔵金B面
- 20:00 バック・トゥ・ザ・平成
- 20:15 大喜利ビート解答発表
- 20:18 エンディング
- 20:19 番組終了

### 2019年度
- 17:46 オープニング

今日のロックな名言と称し、有名アーティストの名言または迷言の紹介から番組は始まる。
- 17:57 大喜利ビートお題発表
- 18:00 交通情報
- 18:03 ロックのするめ
- 18:35 中国新聞ニュース
- 18:38 天気予報
- 18:40 大喜利ビート解答発表
- 18:45 ココロのオンガク 〜music for you〜（文化放送制作）
- 19:00 19時台オープニング
- 19:05 といえばフォーエバー!
- 19:50 大喜利ビート解答発表
- 19:58 エンディング
- 19:59 番組終了

## 終了時のコーナー
- ロックのするめ

噛めば噛むほど美味しくなるスルメのように、聞けば聞くほどハマる楽曲を特集するコーナー。
毎週ひとつのアーティストにターゲットを絞り、そのアーティストの経歴や楽曲を紹介する。
- 大喜利ビート

毎週出されるお題にボケるTwitter参加型大喜利コーナー。
テイストはどことなく青山ビートが担当していた秘密の音園の1コーナー「ギリギリど～ん！」に似ている。
なお、この番組はスタッフが村山ビートしかいないため、Twitterのみで#大喜利ビートをつけての投稿となる。
お題は17:58に発表される。
ボケ解答の発表は18:30と18:50の２回に分けられ、その時は青山ビートが直接選んで発表する。

### 過去
- 妖怪メタル

今子供たちが夢中になって妖怪メダル集めているように、大人たちも昔夢中になってメタルな楽曲を集めていた。
そんな大人達が集めていたであろう、昔懐かしいメタルロックを1曲かけるコーナー。
- ラブ、、、、、ライブ！

ライブをこよなく愛する、ラブライバー青山ビートが、ロックバンドのライブ音源を1曲紹介するコーナー。
人気アニメ「ラブライブ」との関連はない。